# D’Angelo (Musiker)

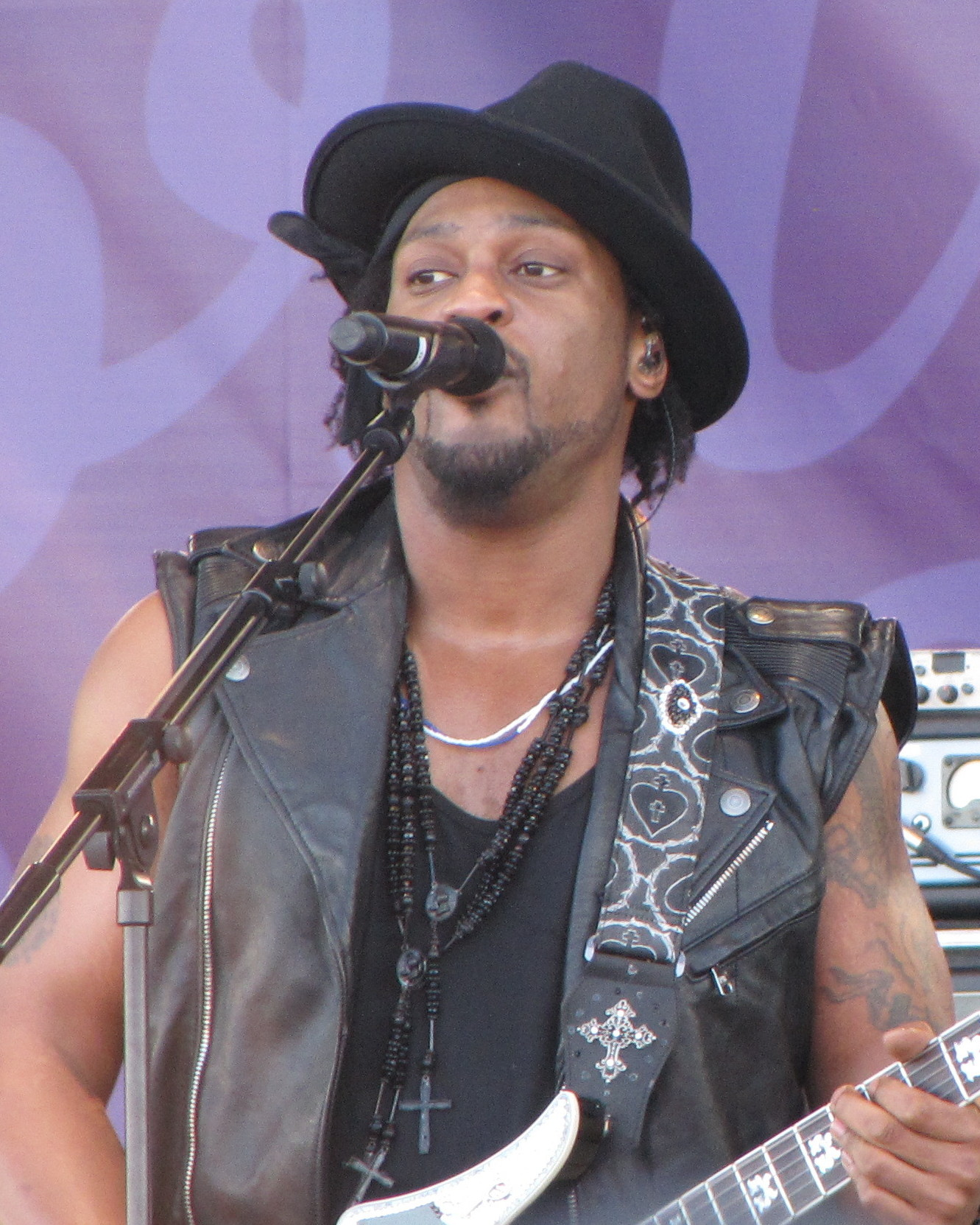
D’Angelo (2012)

D’Angelo (* 11. Februar 1974 in Richmond, Virginia als Michael Eugene Archer) ist ein US-amerikanischer Rhythm-and-Blues-Musiker der Neo-Soul-Strömung, die sich ab Mitte der 1990er Jahre in den USA abzeichnete.

## Leben und Karriere
Michael „D’Angelo“ Archer ist Sohn eines Pfarrers. Mit 18 gewann er dreimal hintereinander in Harlems Apollo Theatre einen Amateur Contest. Anschließend verbrachte er einige Zeit mit dem Hip-Hop-Act I.D.U. 1993 wurde er von EMI unter Vertrag genommen. Er schrieb und co-produzierte den Song U Will Know für den Kinofilm Jason’s Lyric, 1995 erschien sein Debüt Brown Sugar. Der Titeltrack des Albums erhielt drei Grammy-Nominierungen und einen American Music Award. Am 24. Juli 1997 gastierte D’Angelo bei einer Aftershow von Prince in New York im Musikklub Tramps live auf der Bühne.
Sein zweites Solo-Album Voodoo erschien fünf Jahre später. Die erste Auskopplung Left & Right (featuring Method Man and Redman) erreichte gute Platzierungen, aber die nachfolgende Auskopplung Untitled (How Does It Feel) wurde ein großer Erfolg, maßgeblich durch das Video, in dem D’Angelo allein und nackt bis zur Hüfte den Song interpretiert – es wurde anschließend für den MTV Video Award nominiert und wird bei VH1 auf Platz 44 der einflussreichsten Musikvideos geführt (unter anderem wurde das Videokonzept von Dendemann in 3 1/2 Minuten übernommen). 2002 schaffte er es auf die Liste des Q Magazine über „50 Bands, die man gesehen haben sollte, bevor man stirbt“. 2005 kam D’Angelo wegen Drogenbesitzes mit dem Gesetz in Konflikt. Im September 2005 wurde er bei einem Autounfall schwer verletzt.
Voodoo prägte die Musik in der Nachfolge auch durch den ungewöhnlichen Umgang mit Groove-Konzepten. Der Hörfunksender ByteFM sprach von „präzise[m] Verfehlen der Zählzeiten“. Bassist Pino Palladino, der auf dem Album spielte, geht davon aus, dass D’Angelo bei seiner Herangehensweise durch Sampling beeinflusst war.
Offenbar ausgelöst durch die Antirassismus-Proteste in den USA im November 2014 kam am 15. Dezember 2014 nach 15 Jahren sein drittes Studioalbum Black Messiah (zusammen mit Vanguard) beim Label RCA heraus. Die Rezensionen waren ausgesprochen positiv.

## Diskografie

### Studioalben
| Jahr | Titel         | Höchstplatzierung, Gesamtwochen, AuszeichnungChartplatzierungen (Jahr, Titel, Platzierungen, Wochen, Auszeichnungen, Anmerkungen) | Höchstplatzierung, Gesamtwochen, AuszeichnungChartplatzierungen (Jahr, Titel, Platzierungen, Wochen, Auszeichnungen, Anmerkungen) | Höchstplatzierung, Gesamtwochen, AuszeichnungChartplatzierungen (Jahr, Titel, Platzierungen, Wochen, Auszeichnungen, Anmerkungen) | Höchstplatzierung, Gesamtwochen, AuszeichnungChartplatzierungen (Jahr, Titel, Platzierungen, Wochen, Auszeichnungen, Anmerkungen) | Höchstplatzierung, Gesamtwochen, AuszeichnungChartplatzierungen (Jahr, Titel, Platzierungen, Wochen, Auszeichnungen, Anmerkungen) | Anmerkungen                                                         |
| Jahr | Titel         | DE | AT | CH | UK | US | Anmerkungen                                                         |
| ---- | ------------- | --- | --- | --- | --- | --- | ------------------------------------------------------------------- |
| 1995 | Brown Sugar   | — | — | — | UK57 Gold · (7 Wo.)UK | US22 Platin · (65 Wo.)US | Erstveröffentlichung: 3. Juli 1995                                  |
| 2000 | Voodoo        | DE68 (5 Wo.)DE | — | CH42 (8 Wo.)CH | UK21 Gold · (3 Wo.)UK | US1 Platin · (33 Wo.)US | Erstveröffentlichung: 25. Januar 2000                               |
| 2014 | Black Messiah | DE85 (1 Wo.)DE | AT71 (1 Wo.)AT | CH25 (5 Wo.)CH | UK47 (2 Wo.)UK | US5 (12 Wo.)US | Erstveröffentlichung: 15. Dezember 2014 als D’Angelo & the Vanguard |

### Weitere Alben
- 1998: Live at the Jazz Cafe (Livealbum)
- 2000: Voodoo DJ Soul Essentials (EP)
- 2008: The Best So Far... (Kompilation)
- 2013: Icon (Kompilation)
- 2013: Live In Stockholm (Livealbum)

### Singles
| Jahr | Titel Album                                    | Höchstplatzierung, Gesamtwochen, AuszeichnungChartplatzierungen (Jahr, Titel, Album, Platzierungen, Wochen, Auszeichnungen, Anmerkungen) | Höchstplatzierung, Gesamtwochen, AuszeichnungChartplatzierungen (Jahr, Titel, Album, Platzierungen, Wochen, Auszeichnungen, Anmerkungen) | Anmerkungen                                                      |
| Jahr | Titel Album                                    | UK | US | Anmerkungen                                                      |
| ---- | ---------------------------------------------- | --- | --- | ---------------------------------------------------------------- |
| 1995 | Brown Sugar                                    | UK24 (3 Wo.)UK | US27 (20 Wo.)US | Erstveröffentlichung: 13. Juni 1995                              |
| 1995 | Cruisin’ Brown Sugar                           | UK31 (2 Wo.)UK | US53 (18 Wo.)US | Erstveröffentlichung: 5. Dezember 1995                           |
| 1996 | Lady Brown Sugar                               | UK21 (2 Wo.)UK | US10 Gold · (20 Wo.)US | Erstveröffentlichung: 5. März 1996                               |
| 1996 | Me and Those Dreamin’ Eyes of Mine Brown Sugar | — | US74 (6 Wo.)US | Erstveröffentlichung: 1996                                       |
| 1999 | Break Ups 2 Make Ups Tical 2000: Judgement Day | UK33 (2 Wo.)UK | US98 (2 Wo.)US | Erstveröffentlichung: 26. Januar 1999 Method Man feat. D’Angelo  |
| 1999 | Left & Right Voodoo                            | — | US70 (5 Wo.)US | Erstveröffentlichung: 19. Oktober 1999 feat. Method Man & Redman |
| 2000 | Untitled (How Does It Feel) Voodoo             | — | US25 (17 Wo.)US | Erstveröffentlichung: 1. Januar 2000                             |
| 2002 | Be Here Instant Vintage                        | — | US99 (2 Wo.)US | Erstveröffentlichung: 2002 Raphael Saadiq feat. D’Angelo         |